# 곤잘루 슈노르 노르나리
곤잘루 슈노르 노르나리(포르투갈어: Gonzalo Schnorr Fornari, 1999년 12월 9일~)는 브라질의 축구 선수이다. 포지션은 공격수이며 현재 부산 아이파크 소속이다.